# Adelard von Bath
Adelard von Bath, auch Adelardus von Bath und (latinisiert) Adelardus Bathonensis, (* um 1070; † um 1152) war ein bedeutender englischer Gelehrter und Übersetzer des 12. Jahrhunderts. Er gilt mit Gerhard von Cremona und Wilhelm von Moerbeke als einer der wichtigsten Gelehrten, die damals durch Übersetzungen die arabische Wissenschaft und über diese die der Antike in Europa bekannt machten.

## Leben
Lediglich abgeleitet von seinem Namen wird angenommen, dass Adelard von Bath tatsächlich in Bath geboren wurde. Er studierte in Tours und lehrte in Laon. Danach verbrachte er sieben Jahre auf Reisen durch Sizilien, wobei er auf dem Weg dahin unter anderem Salerno besuchte (vor 1116), wo damals eine bedeutende Schule für Mediziner war, und von Sizilien aus nach Kleinasien (Kilikien, Syrien bzw. Antiochien), möglicherweise besuchte er auch Palästina, vielleicht Jerusalem und wahrscheinlich auch Spanien. Seine Kenntnisse des Arabischen und der arabischen Wissenschaft kann er sowohl in Sizilien und Salerno als auch in Spanien erworben haben. 1130 ist er wieder in Bath nachweisbar. Er widmete ein Buch über das Astrolabium einem Henry, regis nepos (Heinrich II.), das somit zwischen 1142 und 1146 datiert werden kann und seine Verbindung zum königlichen Hof zeigt.
Er übersetzte viele wichtige arabische wissenschaftliche Werke ins Lateinische, darunter waren viele antike griechische Texte, die nur noch in der arabischen Übersetzung vorlagen. Er übersetzte auch aus dem Griechischen.
Zu den von ihm übersetzten Werken gehörten unter anderem Euklids Elemente, die erste Übersetzung ins Lateinische, von der unvollständigen Übersetzung von Boethius (aus dem Griechischen) abgesehen. Er übersetzte aus dem Arabischen, möglicherweise die Version von al-Haddschadsch ibn Yusuf ibn Matar. Mit seinem Namen werden drei Versionen verbunden, Adelard I, II, III genannt. Sie unterscheiden sich stark, I ist eine beinahe vollständige Übersetzung, in II sind die Beweise durch Anleitungen ersetzt, III ist eher ein Kommentar. Die Zuschreibung von Adelard III ist umstritten; das Manuskript entstand vor 1200 und wurde unter Adelards Namen bekannt. Es wurde anderem von Roger Bacon zitiert. Adelard I wurde später von Campanus von Novara für seine Ausgabe verwendet.
Adelard übersetzte auch al-Chwarizmis astronomisches Werk Zīj al-Sindhind, bei dem es sich um astronomische Tafeln handelt. Die Übersetzung wird nach einer Datumsangabe im Text meist auf 1126 datiert.
Ein weiteres Werk, das ihm oft zugeschrieben wird, ist Liber ysagogarum Alchorismi in artem astronomicam a magistro A. (wobei er mit dem Magister A. identifiziert wird). Die Kompilation schöpft aus unterschiedlichen Quellen: die astronomischen Teile aus arabisch-hebräischen, der Geometrieteil aus antiken lateinischen Quellen. Sie behandelt Arithmetik, Geometrie, Astronomie und Musik, wobei auch das Dezimalsystem behandelt wird. Das Buch ist somit eines der frühesten überlieferten Behandlungen des indisch-arabischen Dezimalsystems im lateinischen Westeuropa. Es gibt eine Handschrift in Cambridge einer älteren (vor 1143) lateinischen Übersetzung von al-Chwarizmis De numero indorum, die er möglicherweise kannte.
Er übersetzte auch zwei astrologische Werke aus dem Arabischen, eines von Albumasar (Ysagoga minor Japharis matematici in astronomicam per Adhelardum bathoniensem ex arabico sumpta), ein anderes von Thabit ibn Qurra (Liber Prestigiorum Thebidis secundum Ptolomeum et Hermetem per Adelardum bathoniensem translatus).
Er verfasste auch ein Buch über Vögel (speziell Falken) und zwei philosophische Werke. De eodem diverso ist dem Bischof Wilhelm von Syrakus gewidmet und wird, da es noch keinen arabischen Einfluss zeigt, sondern platonische und aristotelische Einflüsse zu verbinden sucht, vor 1116 datiert bzw. der Zeit, als er sich mit arabischer Wissenschaft in Süditalien zu befassen begann. Das zweite Buch Quaestiones naturales hat die Form eines Dialogs mit seinem Neffen und behandelt unterschiedlichste Themen von der Physik und Wetterkunde bis zur Psychologie, Botanik und Zoologie. Es ist nicht vollständig überliefert. Das Werk zeigt Spuren arabischen Einflusses, zitiert aber keine arabischen Autoren direkt. Zum Beispiel beschreibt er ein Instrument mit einer Funktion ähnlich einer Pipette, das im 12. Jahrhundert aus arabischen Übersetzungen antiker Quellen wie Heron von Alexandria bekannt war. Es gibt in diesem Werk eine deutliche Tendenz mehr auf Beobachtung der Natur zu setzen statt auf die Autorität der Überlieferung oder übernatürliche Erklärungen. Auch ein Buch Mappae clavicula über Chemie wird ihm zugeschrieben, ist aber wohl älter.
Nach Placidus Bliemetzrieder unternahm er später noch einen Besuch in Sizilien oder Süditalien, bei dem er um 1160 den Almagest des Claudius Ptolemäus aus dem Griechischen übersetzte, doch hat sich diese Ansicht aufgrund mangelhafter Beleglage nicht durchgesetzt.

## Werke
- Charles Burnett (Hrsg.): Adelard of Bath, Conversations with his nephew. On the Same and the Different, questions on Natural Science and On Birds. Cambridge University Press 1998 (lateinischer Text, Übersetzung und Kommentar von De eodem et diverso, De avibus tractatus, Questiones naturales)
- Liber ysagorum Alchorismi: Maximilian Curtze (Herausgeber), Abhandlungen zur Geschichte der Mathematik, Heft 8, 1898, S. 1–27 (Teil)
  - teilweise auch in A. Allard Muhammad ibn Musa al-Khwarizmi. Le calcul indien (Algorismus): histoire des textes, édition critique, traduction et commentaire des plus anciennes versions latines remaniée du XIIe siècle, Paris, Namur 1992
  - vollständig in B. G. Dickey Adelard of Bath, Dissertation, University of Toronto 1982
- De eodem et diverso (Herausgeber H. Willner), Beiträge zur Geschichte der Philosophie des Mittelalters, Band 4, Heft 1, 1903, S. 1–34.
- Martin Müller: Die „Quaestiones naturales“ des Adelardus von Bath. In: Beiträge zur Geschichte der Philosophie und Theologie des Mittelalters. Band 31, Heft 2, 1934.